# 新橋 (布拉提斯拉瓦)

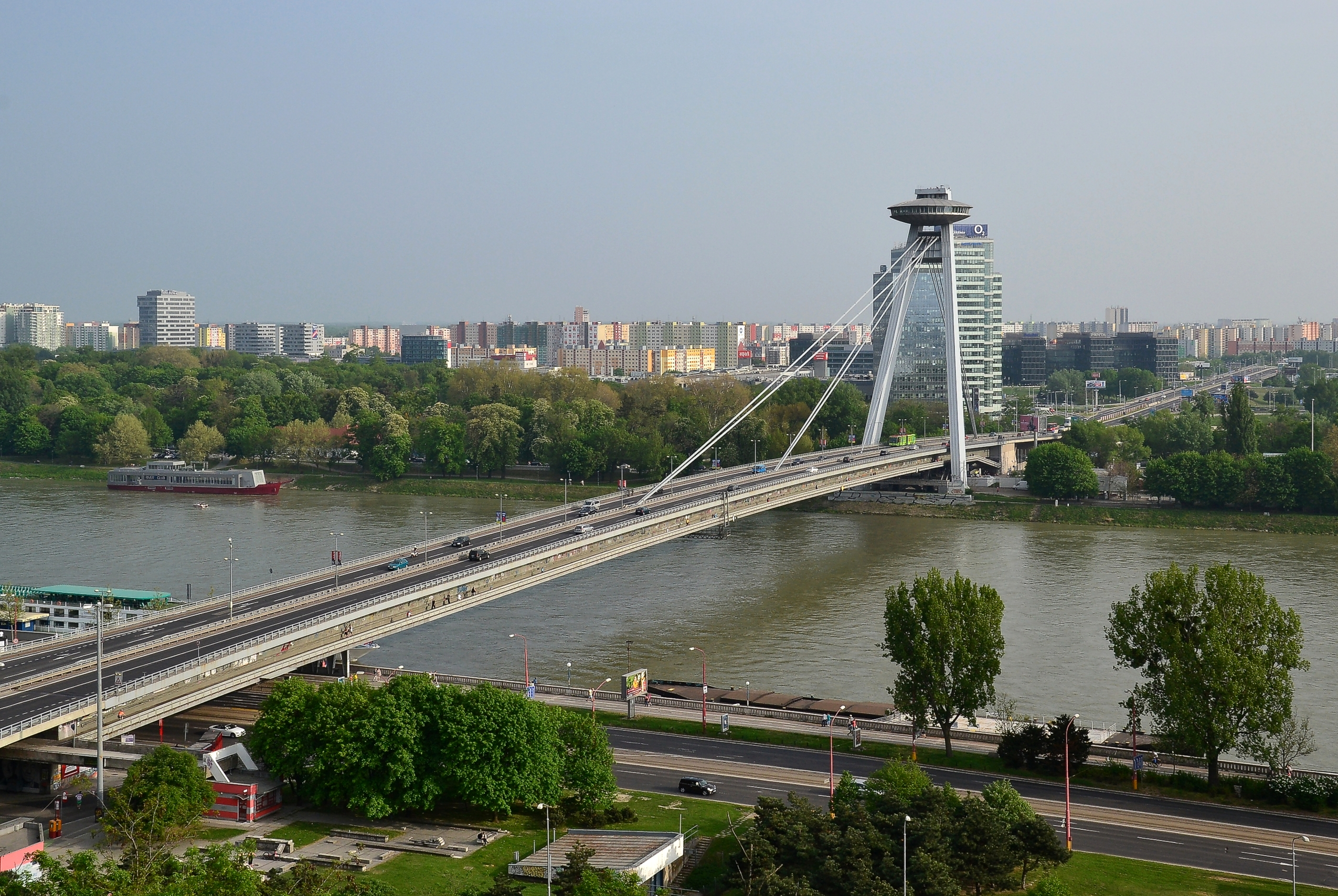
新橋

新橋是位於斯洛伐克首都布拉提斯拉瓦的一座橋樑，正式名稱是斯洛伐克民族起義大橋，又稱UFO橋。通常稱為新橋或UFO大橋。新橋是一座斜拉橋，總長430.8米，寬21米。橋上有一個觀景台，名為UFO觀景台，高84.6米，可一覽布拉提斯拉瓦全景。

## 外部連結
- UFO Restaurant （页面存档备份，存于） （斯洛伐克文）
- Structurae数据库中New Bridge的数据

- New Bridge （匈牙利文）
- Panoramic view of Novy Most bridge & River Danube